# Caradrina permorosa
Caradrina permorosa là một loài bướm đêm trong họ Noctuidae.